# Aroeiras
Aroeiras est une ville brésilienne du sud-est de l'État de la Paraíba.
Sa population était estimée à 19 118 habitants en 2006. La municipalité s'étend sur 375 km2.